# Футбольний тренер року в Узбекистані
Футбольний тренер року в Узбекистані (узб. Yilning eng yaxshi murabbiyi) — щорічна нагорода, що вручається Футбольною федерацією Узбекистану найкращому футбольному тренеру в Узбекистані. Приз заснований у 1996 році.

## Лауреати
| Рік  | Переможець          | Клуб                | Номінанти-призери   | Номінанти-призери       |
| Рік  | Переможець          | Клуб                | Ім'я                | Клуб                    |
| 1996 | Віктор Джалілов     | Навбахор (Наманган) | Юрій Саркісян       | Нефтчі (Фергана)        |
| 1996 | Віктор Джалілов     | Навбахор (Наманган) | Рустам Мірсадиков   | МХСК (Ташкент)          |
| 1997 | Рустам Мірсадиков   | МХСК (Ташкент)      | Юрій Саркісян       | Нефтчі (Фергана)        |
| 1997 | Рустам Мірсадиков   | МХСК (Ташкент)      | Віктор Борисов      | Насаф (Карши)           |
| 1998 | Юрій Саркісян       | Нефтчі (Фергана)    | Бахром Хакімов      | Темирюлчи (Коканд)      |
| 1998 | Юрій Саркісян       | Нефтчі (Фергана)    | Олександр Мягков    | Согдіана (Джизак)       |
| 1999 | Юрій Саркісян       | Нефтчі (Фергана)    | Сергій Шевченко     | Насаф (Карши)           |
| 1999 | Юрій Саркісян       | Нефтчі (Фергана)    | Рустам Мірсадиков   | Дустлик (Ташкент.в.)    |
| 2000 | Бахром Хакімов      | Насаф (Карши)       | Юрій Саркісян       | Нефтчі (Фергана)        |
| 2000 | Бахром Хакімов      | Насаф (Карши)       | Сергій Шевченко     | Кизилкум (Зарафшан)     |
| 2001 | Юрій Саркісян       | Нефтчі (Фергана)    | Бахром Хакімов      | Насаф (Карши)           |
| 2001 | Юрій Саркісян       | Нефтчі (Фергана)    | Сергій Шевченко     | Кизилкум (Зарафшан)     |
| 2002 | Віктор Джалілов     | Пахтакор (Ташкент)  | Юрій Саркісян       | Нефтчі (Фергана)        |
| 2002 | Віктор Джалілов     | Пахтакор (Ташкент)  | Віктор Борисов      | Машал (Мубарек)         |
| 2003 | Юрій Саркісян       | Нефтчі (Фергана)    | Віктор Борисов      | Збірна Узбекистану U-21 |
| 2003 | Юрій Саркісян       | Нефтчі (Фергана)    | Віктор Джалілов     | Навбахор (Наманган)     |
| 2004 | Тачмурад Агамурадов | Пахтакор (Ташкент)  | Юрій Саркісян       | Нефтчі (Фергана)        |
| 2004 | Тачмурад Агамурадов | Пахтакор (Ташкент)  | Ганс-Юрген Геде     | Зб.Узбекистану          |
| 2005 | Віктор Джалілов     | Машал (Мубарек)     | Равшан Хайдаров     | Пахтакор (Ташкент)      |
| 2005 | Віктор Джалілов     | Машал (Мубарек)     | Вадим Абрамов       | Трактор (Ташкент)       |
| 2006 | Юрій Саркісян       | Нефтчі (Фергана)    | Рауф Інилеєв        | Зб.Узбекистану U-23     |
| 2006 | Юрій Саркісян       | Нефтчі (Фергана)    | Равшан Хайдаров     | Пахтакор (Ташкент)      |
| 2007 | Рауф Інилеєв        | Зб.Узбекистану      | Равшан Хайдаров     | Пахтакор (Ташкент)      |
| 2007 | Рауф Інилеєв        | Зб.Узбекистану      | Віктор Кумиков      | Машал (Мубарек)         |
| 2008 | Ахмад Убайдуллаєв   | Зб.Узбекистану U-19 | Мірджалол Касимов   | Зб.Узбекистану          |
| 2008 | Ахмад Убайдуллаєв   | Зб.Узбекистану U-19 | Юрій Саркісян       | Нефтчі (Фергана)        |
| 2009 | Ігор Шквирін        | ФК «Алмалик»        | Віктор Кумиков      | Насаф (Карши)           |
| 2009 | Ігор Шквирін        | ФК «Алмалик»        | Азамат Абдураїмов   | Динамо (Самарканд)      |
| 2010 | Олексій Євстафеєв   | Зб.Узбекистану U-16 | Мірджалол Касимов   | Буньодкор (Ташкент)     |
| 2010 | Олексій Євстафеєв   | Зб.Узбекистану U-16 | Едгар Гесс          | Шуртан (Гузар)          |
| 2011 | Вадим Абрамов       | Зб.Узбекистану      | Олексій Євстафеєв   | Зб.Узбекистану U-17     |
| 2011 | Вадим Абрамов       | Зб.Узбекистану      | Анатолій Дем'яненко | Насаф (Карши)           |
| 2012 | Мірджалол Касимов   | Зб.Узбекистану      | Ділшод Нуралієв     | Зб.Узбекистану U-16     |
| 2012 | Мірджалол Касимов   | Зб.Узбекистану      | Мурод Ісмаїлов      | Пахтакор (Ташкент)      |
| 2013 | Ризикул Бердиєв     | Насаф (Карши)       | Мірджалол Касимов   | Зб.Узбекистану          |
| 2013 | Ризикул Бердиєв     | Насаф (Карши)       | Ділшод Нуралієв     | Зб.Узбекистану U-17     |
| 2014 | Самвел Бабаян       | Пахтакор (Ташкент)  | Рузикул Бердиєв     | Насаф (Карши)           |
| 2014 | Самвел Бабаян       | Пахтакор (Ташкент)  | Вадим Абрамов       | Локомотив (Ташкент)     |
| 2015 | Самвел Бабаян       | Зб.Узбекистану      | Рузикул Бердиєв     | Насаф (Карши)           |
| 2015 | Самвел Бабаян       | Зб.Узбекистану      | Равшан Хайдаров     | Зб.Узбекистану U-20     |

## Всі переможці
| Тренери             | Всього |
| ------------------- | ------ |
| Юрій Саркісян       | 5      |
| Віктор Джалілов     | 3      |
| Самвел Бабаян       | 2      |
| Рустам Мірсадиков   | 1      |
| Бахром Хакімов      | 1      |
| Тачмурад Агамурадов | 1      |
| Рауф Інилієв        | 1      |
| Ахмад Убайдуллаєв   | 1      |
| Ігор Шквирін        | 1      |
| Олексій Євстафеєв   | 1      |
| Вадим Абрамов       | 1      |
| Мірджалол Касимов   | 1      |
| Рузикул Бердиєв     | 1      |

## За клубами/збірними
| Клуби               | Всього |
| ------------------- | ------ |
| Нефтчі (Фергана)    | 5      |
| Зб.Узбекистану      | 4      |
| Пахтакор (Ташкент)  | 3      |
| Насаф (Карши)       | 2      |
| ФК «Алмалик»        | 1      |
| Навбахор (Наманган) | 1      |
| МХСК (Ташкент)      | 1      |
| Машал (Мубарек)     | 1      |
| Зб.Узбекистану U-19 | 1      |
| Зб.Узбекистану U-16 | 1      |